# Catastro nacional de plantas y proyectos de desalinización de agua de mar en Chile

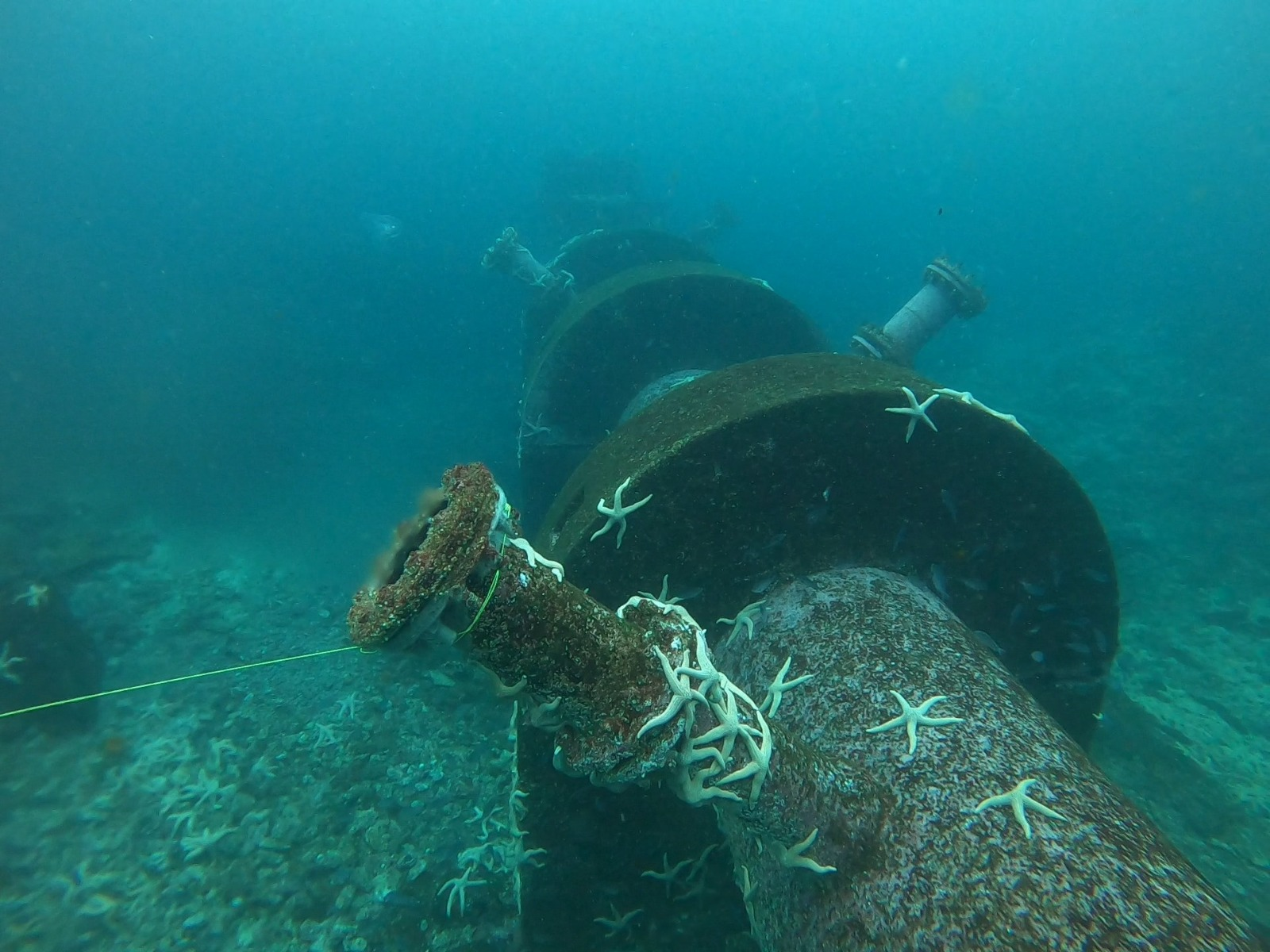
Descarga de salmuera en una planta desalinizadora en Chile. Se aprecia la existencia de vida marina a su alrededor.

El catastro nacional de plantas y proyectos de desalinización de agua de mar en Chile es una publicación sobre el avance en la obtención de agua dulce a partir de agua salada compilada por el Consejo Minero (una organización empresarial minera de Chile) y la Asociación Chilena de Desalinización (ACADES) en colaboración con el Comité Asesor Ministerial Científico para el Cambio Climático (C4) del Ministerio de Ciencia, Tecnología, Conocimiento e Innovación de Chile. Es el primer catastro sobre desalinización publicado en el país.
Desde el sitio web de ACADES puede ser obtenido el primer catastro.

## Historia de la desalinización en Chile

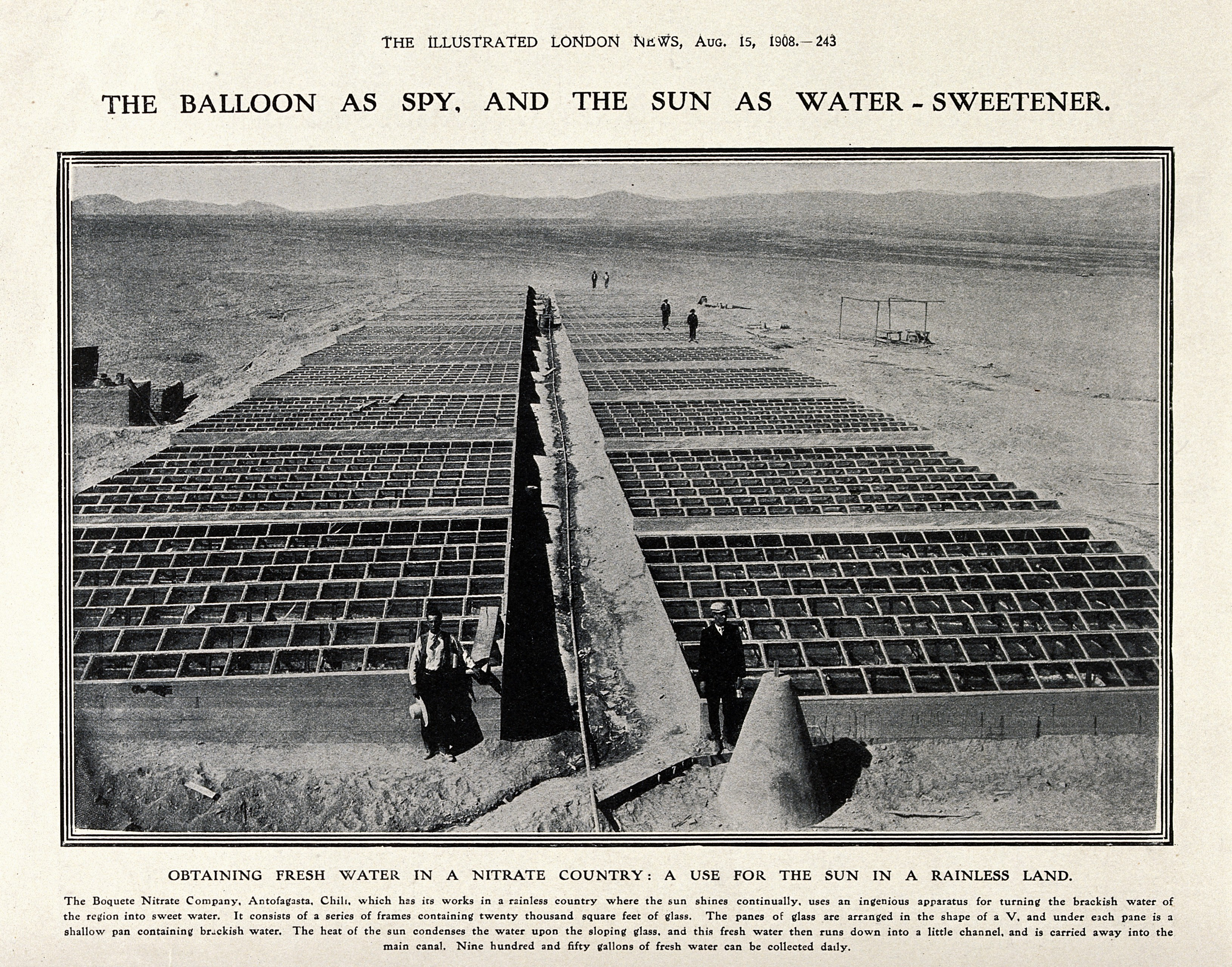
Sistema de obtención de agua pura a partir de agua salada en la Oficina Salitrera Boquete en 1903. Utilizaba marcos en posición inclinada que sostenían 20000 sqpie de vidrio. El calor del sol evaporaba el agua salada, el vapor se adhería a los vidrios inclinados y descendía hasta gotear en una canaleta que la llevaba al despósito final. El sistema de la fotografía es el de la oficina salitrera Domeyko.

Aunque no aparece en el catastro, exponemos una brevísima historia de esta tecnología en Chile.
Los primeros registros conocidos son de 1872, de la planta de desalinización solar Las Salinas ubicada a medio camino entre las actuales ciudades de Antofagasta y Calama. Posteriormente se construyeron en la oficina Domeyko, unos 100 km al sur de Las Salinas, y una tercera en la oficina Sierra Gorda, al oeste de Las Salinas. Con el término del boom de salitre, ya en el siglo XX, estas instalaciones dejaron de funcionar y fueron olvidadas.
Durante la guerra del Pacífico fueron instaladas en diversos lugares plantas desalinizadoras por el ingeniero Federico Stuven Olmos para suministrar agua al gran contingente militar estacionado en Antofagasta y luego en Pisagua.
Según la publicación estadounidense de T. A. Lawand, el año 1968 existía en Quillagua una planta de desalinización por energía solar con 100 m² de exposición al sol.: 189 
En 1998 se instalaron en San Pedro de Atacama y en Arica sendas plantas para abastecer a la población con agua potable. Posteriormente entró en operaciones una planta en Antofagasta con una capacidad de producir 50 l/s.: 16 

## Inicios del catastro
En diciembre de 2022 el ministerio publicó un informe titulado "Desalinización: Oportunidades y Desafíos Para Abordar la Inseguridad Hídrica en Chile", un estudio del tema desde diferentes perspectivas, entre otras, historia, la escasez hídrica, las opciones tecnológicas, objetivos a alcanzar, etc. que indujo a la comunidad interesada a elaborar un catastro de lo logrado efectivamente y los proyectos en preparación.

## Contenido
El catastro reúne información sobre la situación de la desalinización, las plantas que están funcionando o entrarán pronto a funcionar (de potencia mayor a 20 l/s), los proyectos en carpeta, la situación legal y las propuestas para agilizar su desarrollo.

### Situación legal y regulación
El informe da cuenta que la utilización del agua de mar esta fuera del Código de Aguas que regula los derechos sobre aguas continentales, por lo que se aplica el Código Civil de 1855 que no fue creado para tales situaciones con lo que deja de lado la importancia pública de la actividad. De esta manera se impide un desarrollo sistemático de la industria.
Asimismo el documento señala que para la construcción de la infraestructura necesaria, la Dirección General de Aguas puede demorar hasta dos años en entregar respuesta a las solicitudes con lo que desde el momento de la decisión hasta la entrada a funcionamiento de una planta mediana (~200 l/s) pueden trancurrir hasta 6 años.
Es decir, la iniciativa privada debe gestionar la construcción de plantas desalinizadoras sin un respaldo legal especial para una actividad de importancia para la población y la minería.

### Propuestas
El estudio propone nueve medidas para fortalecer el desarrollo de la actividad en Chile:
1. ) Legislación integrada sobre la actividad, que considere la generación, transmisión y la distribución.
2. ) Redefinición del papel del estado en la promoción, coordinación y planificación del desarrollo.
3. ) Garantía de la propiedad, uso o goce exclusivo del agua desalinizada.
4. ) Perfeccionar, modernizar y transparentar el sistema de concesiones marítimas.
5. ) Establecer un régimen jurídico de las servidumbres (derechos y deberes en lugares de paso de propiedad ajena) para el transporte y distribución.
6. ) Promoción de la actividad estatal, privada y mixta.
7. ) Claridad jurídica y celeridad en la concesión de permisos.
8. ) Consideración del tamaño e importancia del proyecto en el sistema de permisos.
9. ) En la aprobación ambiental de los proyectos debe considerarse el suministro que se haga a comunidades que carecen de agua.

### Lista de plantas desalinizadoras en Chile
En el informe se consignan las plantas en operación (22) con capacidad mayor a 20 l/s, en construcción (6), con aprobación ambiental (3) y en evaluación preliminar (12) alcanzando una capacidad de 8000 litros por segundo (l/s).

Algunas plantas desaladoras en la Región de Antofagasta.

| Nombre de la planta | Empresa         | Uso          | Capacidad (l/s) | Observaciones          |
| ------------------- | --------------- | ------------ | --------------- | ---------------------- |
| Desaladora de Arica | Aguas Altiplano | agua potable | 200             | proyecto en evaluación |

| Nombre de la planta      | Empresa                        | Uso     | Capacidad (l/s) | Observaciones                     |
| ------------------------ | ------------------------------ | ------- | --------------- | --------------------------------- |
| Desaladora Collahuasi    | Minera Doña Inés de Collahuasi | minería | 1050            | en construcción o pronta a operar |
| Quebrada Blanca Hipógeno | Minera Teck                    | minería | 850             | en construcción o pronta a operar |

| Nombre de la planta                      | Empresa                                | Uso            | Capacidad (l/s) | Observaciones                                                                    |
| ---------------------------------------- | -------------------------------------- | -------------- | --------------- | -------------------------------------------------------------------------------- |
| Desaladora Tocopilla                     | Grupo EPM                              | agua potable   | 75              | en operación                                                                     |
| Tocopilla                                | Norgener                               | industrial     | 25              | en operación                                                                     |
| CTT Tocopilla                            | Engie                                  | industrial     | 22              | en operación                                                                     |
| Desaladora Distrito Norte Caleta Viuda   | CODELCO                                | minería        | 1956            | en construcción 2024evaluación ambiental aprobada con perspectivas de licitación |
| Minera Antucoya                          | Antofagasta Minerals                   | minería        | 30              | en operación                                                                     |
| Desaladora Michilla                      | Haldeman Mining Company S.A.           | minería        | 70              | en operación                                                                     |
| Minera Sierra Gorda                      | KGHM Internacional                     | minería        | 63              | en operación                                                                     |
| Distrito Centinela (Esperanza+El Tesoro) | Antofgasta Minerals                    | minería        | 50              | en operación                                                                     |
| Mejillones                               | Empresa Eléctrica Cochrane Spa         | industrial     | 56              | en operación                                                                     |
| Distrito Minero Centinela Etapas I y II  | Antofagasta Minerals                   | minería        | 140             | evaluación ambiental aprobada con perspectivas de licitación                     |
| Spence Growth Option (SGO)               | BHP                                    | minería        | 1000            | en operación                                                                     |
| Mejillones                               | GasAtacama                             | industrial     | 30              | en operación                                                                     |
| Angamos                                  | Eléctrica Angamos SpA                  | industrial     | 56              | en operación                                                                     |
| Planta desaladora Norte                  | Grupo EPM                              | agua potable   | 1053            | en operación                                                                     |
| Desaladora Antofagasta                   | Grupo EPM                              | agua potable   | 634             | en construcción o pronta a operar                                                |
| Planta 0 y ampliaciones EWS y EWSE       | BHP                                    | minería        | 3958            | en operación                                                                     |
| Cramsa, Caleta Bolfin                    | Compañía Regional Aguas Marítimas S.A. | multipropósito | 8000            | proyecto en evaluación preliminar                                                |

| Nombre de la planta              | Empresa                     | Uso            | Capacidad (l/s) | Observaciones                                                |
| -------------------------------- | --------------------------- | -------------- | --------------- | ------------------------------------------------------------ |
| Santo Domingo                    | CAPSTONE                    | minería        | 30              | evaluación ambiental aprobada con perspectivas de licitación |
| Minera Mantoverde                | Minera Mantos Cooper        | minería        | 120             | en operación                                                 |
| Expansión Mantoverde             | CAPSTONE                    | minería        | 260             | evaluación ambiental aprobada con perspectivas de licitación |
| Desaladora de Atacama            | ECONSSA/Nueva Atacama       | agua potable   | 450             | en operación                                                 |
| Desaladora Bahía Caldera         | Seven Seas Water Chile S.A. | multipropósito | 93              | proyecto en evaluación preliminar                            |
| Aguas CAP                        | AguasCAP                    | minería        | 600             | en operación                                                 |
| Atacama                          | ENACAP                      | industrial     | 1750            | proyecto en evaluación preliminar                            |
| Desalinizadora Minera Candelaria | Lundin Mining Corporation   | minería        | 500             | en operación                                                 |
| Desaladoras Guacolda             | Guacolda Energía S.A.       | industrial     | 1400            | proyecto en evaluación preliminar                            |
| Huasco                           | Guacolda                    | industrial     | 70              | en operación                                                 |
| Nueva Unión                      | Nueva Unión                 | minería        | 970             | proyecto en evaluación preliminar                            |

| Nombre de la planta                                                | Empresa              | Uso            | Capacidad (l/s) | Observaciones                                 |
| ------------------------------------------------------------------ | -------------------- | -------------- | --------------- | --------------------------------------------- |
| Desaladora Coquimbo                                                | Aguas del Valle S.A. | agua potable   | 1200            | proyecto en evaluación preliminar             |
| Proyecto Azul                                                      | Oceanus              | multipropósito | 1200            | proyecto en evaluación preliminar             |
| Huentelauquén                                                      | Desala               | multipropósito | 1000            | proyecto en evaluación preliminar             |
| Desalinizadora Pelambres Fase Inicial Ampliación IV Los Pelambres) | Minera Los Pelambres | minería        | 400             | En operaciónen construcción o pronta a operar |

| Nombre de la planta | Empresa                | Uso            | Capacidad (l/s) | Observaciones                     |
| ------------------- | ---------------------- | -------------- | --------------- | --------------------------------- |
| Desaladora Petorca  | Desala                 | multipropósito | 1200            | proyecto en evaluación preliminar |
| Unidad 3 Ventanas   | Eléctrica Ventanas SpA | industrial     | 28              | en operación                      |
| Unidad 4 Ventanas   | Eléctrica Campiche SpA | industrial     | 30              | en operación                      |
| Aconcagua           | Aguas Pacífico S.A.    | multipropósito | 1000            | en construcción o pronta a operar |

| Nombre de la planta | Empresa | Uso            | Capacidad (l/s) | Observaciones                     |
| ------------------- | ------- | -------------- | --------------- | --------------------------------- |
| O'Higgins           | Desala  | multipropósito | 3000            | proyecto en evaluación preliminar |

| Nombre de la planta         | Empresa | Uso        | Capacidad (l/s) | Observaciones |
| --------------------------- | ------- | ---------- | --------------- | ------------- |
| Central Térmica Santa María | Colbún  | Industrial | 33              | en operación  |

| Nombre de la planta | Empresa  | Uso        | Capacidad (l/s) | Observaciones |
| ------------------- | -------- | ---------- | --------------- | ------------- |
| Cabo Negro          | Methanex | industrial | 63              | en operación  |

## Otros usos del agua de mar no considerados en el catastro

### Desaladoras en caletas
El estado de Chile ha proporcionado a 30 caletas a lo largo de las Regiones de Tarapacá, Antofagasta, Atacama, Coquimbo, Valparaíso, Biobío y Los Lagos pequeñas desaladoras de osmosis inversa que suministran 190000 litros diarios de agua potable desalinizada.

### Isla de Pascua
En la Isla de Pascua se construyó una planta desaladora que utiliza la energía solar de 16 paneles de 250 W cada uno. No se conoce su rendimiento. Sin embargo, las inclemencias del tiempo habían malogrado una de las bombas del sistema en 2015 por lo que ese año estaba en reparaciones. Las razones de porque no aparece en la lista puede ser su desperfecto o que, reparada, su rendimiento sea inferior a los 20 l/s.: 28 

### Uso de agua salada en la minería
La central termoeléctrica de Mejillones utiliza agua de mar para el enfriamiento de sus turbinas tras lo cual las aguas no vuelven al mar sino que son cedidas a la empresa minera Sierra Gorda SCM que las lleva en un acueducto con un caudal de 1500 l/s hasta sus instalaciones mineras donde es utilizada para producción de cobre, la humedactación de caminos y finalmente se sume en el tranque de relaves de la empresa, generando una capa de sal sobre el relave.
La empresa Antofagasta Minerals, que gestiona en Chile cuatro centros mineros (Centinela, Antucoya, Zaldívar y Los Pelambres), tiene en operación un acueducto de 144 km de longitud que suministra actualmente agua de mar desde Michilla hasta la mina Centinela. El acueducto será renovado y un segundo acueducto será construido, todo esto con una inversión de US$ 1500 millones.